# Klotilda
Klotilda je žensko osebno ime.

## Izvor imena
Ime Klotilda izhaja iz nemškega imena Klothilde, to pa iz germanskega Chlodhildis, ki je zloženo iz starovisokonemških besed hlūt v pomenu besede »slaven« in hiltja »boj« 

## Različice imena
Tilči, Tilčka, Tilka, Tilika, Tilka

## Tujejezikovne različice imena
- pri Angležih, Francozih, Portugalcih: Clotilde
- pri Hrvatih: Klotilda
- pri Nemcih: Chlothilde
- pri Nizozemcih: Clothilde
- pri Madžarih: Klotild
- pri Poljakih: Klotylda

## Pogostost imena
Po podatkih Statističnega urada Republike Slovenije je bilo na dan 31. decembra 2007 v Sloveniji število ženskih oseb z imenom Klotilda: 40.

## Osebni praznik
V koledarju je ime  Klotilda zapisano 3. junija (Klotilda, žena francoskega kralja Klodvika, † 3. jun 544).